# Мангасаров, Аркадий Акопович
Арка́дий Ако́пович Мангаса́ров (1935) — советский футболист, нападающий.

## Карьера
С 1957 по 1959 год выступал за «Кубань», называвшуюся в те годы в том числе «Нефтяником», в 80 матчах первенства забил 15 голов, и ещё провёл 3 встречи и забил 1 мяч в Кубке СССР. С 1960 по 1961 год защищал цвета харьковского «Авангарда», в составе которого дебютировал в высшей по уровню лиге СССР, где сыграл 36 матчей и забил 4 гола.
В сезоне 1961 года был в составе бакинского «Нефтяника», однако на поле не выходил. В 1962 году выступал за ереванский «Спартак», за который провёл 13 матчей и забил 1 мяч в чемпионате. В 1963 году играл за карагандинский «Шахтёр», принял участие в 11 встречах команды в первенстве, и ещё 1 матч провёл в Кубке СССР. Завершал сезон 1963 года в «Тереке».